# Euxoamorpha
Euxoamorpha är ett släkte av fjärilar. Euxoamorpha ingår i familjen nattflyn.
Kladogram enligt Catalogue of Life:
| Euxoamorpha | \| \| Euxoamorpha antarctica \| \| \| \| \| \| Euxoamorpha eschata \| \| \| \| \| \| Euxoamorpha glacialis \| \| \| \| \| \| Euxoamorpha molibdoida \| \| \| \| \| \| Euxoamorpha samborombona \| \| \| \| |
|             | \| \| Euxoamorpha antarctica \| \| \| \| \| \| Euxoamorpha eschata \| \| \| \| \| \| Euxoamorpha glacialis \| \| \| \| \| \| Euxoamorpha molibdoida \| \| \| \| \| \| Euxoamorpha samborombona \| \| \| \| |
|             | Euxoamorpha antarctica |
|             | |
|             | Euxoamorpha eschata |
|             | |
|             | Euxoamorpha glacialis |
|             | |
|             | Euxoamorpha molibdoida |
|             | |
|             | Euxoamorpha samborombona |
|             | |